# Kelkvelum
Het kelkvelum is een vierkante doek die tijdens de eucharistieviering wordt gebruikt om vóór de bereiding van de gaven de miskelk mee af te dekken.
Aan één kant is meestal een kruisje geborduurd. Het corporale, purificatorium, de palla, de bursa en het kelkvelum vormen samen het kelkgerei. De laatste twee passen dikwijls bij één bepaald kazuifel.

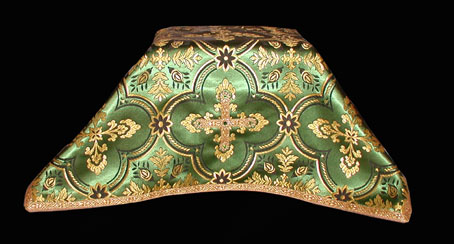
Een kelk afgedekt met het kelkvelum